# Amtliche Vermessung (Schweiz)

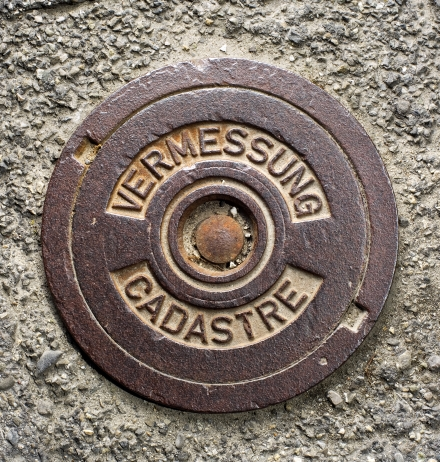
Lagefixpunkt der Amtlichen Vermessung Schweiz mit Schachtabdeckung

Die amtliche Vermessung in der Schweiz ist eine Verbundaufgabe von Bund, Kantonen, Gemeinden und privaten Ingenieur-Geometern zur Vermessung der Schweizer Erdoberfläche. Die bei der Vermessung mit modernster Technologie gewonnenen Daten, zum Beispiel Grenzpunkte von Liegenschaften, die Art der Bodenbedeckung (dazu gehören insbesondere Gebäude, Strasse, Äcker, Wiesen, Wälder und Gewässer) oder die Höhe des Geländes werden sorgfältig erfasst und verwaltet. Änderungen werden laufend nachgeführt.

## Amtliche Vermessung
Als amtliche Vermessung gelten die zur Anlage und Führung der Grundbücher der Kantone genehmigten und von der Eidgenossenschaft anerkannten Vermessungen. Diese Daten dienen auch als Grundlage für  die Nationale Geodateninfrastruktur, für geografische Informationssysteme (GIS) und für verschiedenste Pläne. Diese bewegen sich im Massstabsbereich von 1: 200 bis 1: 10'000 und unterscheiden sich somit von den Landeskarten des Bundesamtes für Landestopografie swisstopo.

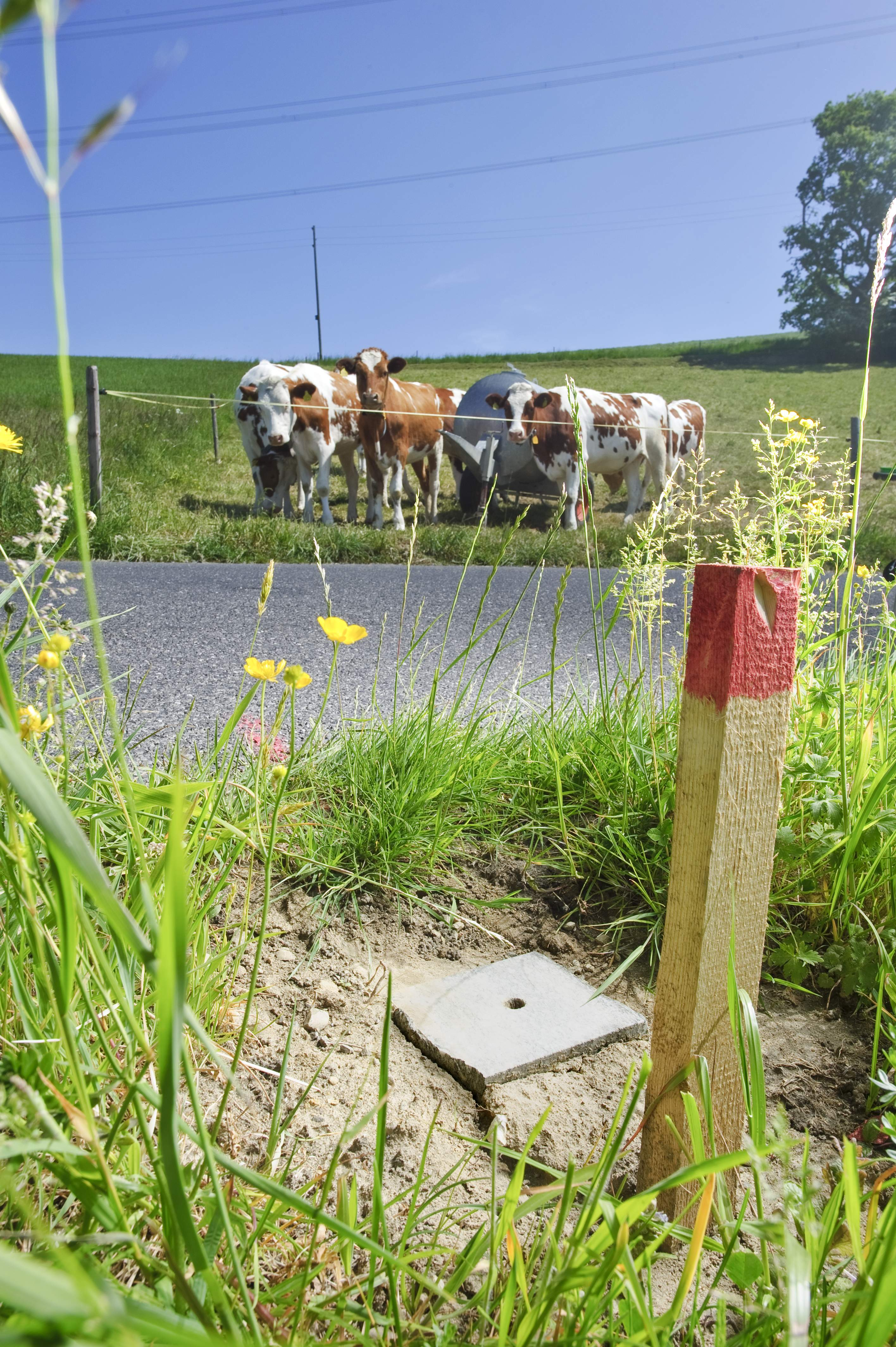
Frisch gesetzter Markstein am Rand einer Landstrasse

Amtliche Vermessung, der Kataster der öffentlich-rechtlichen Eigentumsbeschränkungen (im Aufbau begriffen) und das Grundbuch bilden zusammen das schweizerische Katastersystem, siehe Weblink. Die gesetzliche Basis für die amtliche Vermessung ist Artikel 75a der Schweizerischen Bundesverfassung sowie das Bundesgesetz über Geoinformation.

„Artikel 75a Vermessung
1. Die Landesvermessung ist Sache des Bundes.
2. Der Bund erlässt Vorschriften über die amtliche Vermessung.
3. Er kann Vorschriften erlassen über die Harmonisierung amtlicher Informationen, welche Grund und Boden betreffen.“

## Geschichte
Erste, grossmassstäbliche Pläne wurden vereinzelt ab Mitte des 17. Jahrhunderts für die Bemessung der Grundlasten (Zehnte, Bodenzinse) erstellt. Ab 1798 – in der Helvetischen Republik – wurde nach französischem Vorbild die Schaffung eines gesamtschweizerischen Katasters erwogen. Doch die „amtliche Vermessung“ entwickelte sich kantonal unterschiedlich: Am 18. Mai 1804 verordnete der Grosse Rat des Kantons Waadt die Vermessung sämtlicher Gemeinden und die Anlage von Liegenschafts- und Schätzungsregistern. Genf (von 1806 bis 1818) und Basel (ab 1818 bis zur Kantonstrennung im Jahr 1833) folgten diesem Beispiel. In Basel wurde 1806 zwar ein Kantonsgeometer ernannt, doch die ersten Parzellarvermessungen wurden erst ab 1818 durchgeführt. In den Kantonen erfolgten die Vermessungen, wenn überhaupt, unkoordiniert. Mit der um ca. 1850 einsetzenden städtebaulichen Entwicklung gewann der Rechtskataster gegenüber dem Steuerkataster an Bedeutung. In Basel wurde am 16. April 1860 das Gesetz über die Einrichtung des Grundbuches angenommen, dessen Erfahrungen 50 Jahre später auf Bundesstufe wegweisend bei der Schaffung des Zivilgesetzbuches waren. Im Jahr 1864 vereinigten sich mehrere Kantone auf Initiative des Kantons Aargau zum Geometerkonkordat, welches einerseits die Freizügigkeit und die gemeinschaftliche Prüfung von Geometern bezweckte und andererseits einheitliche Verfahrensvorschriften für Vermessungen aufstellte. Anstelle der Aufnahme der Katasterpläne mit dem Messtisch trat nach und nach das Polygonverfahren. Um 1903 entstand das erste gesamtschweizerische Fixpunktnetz der schweizerischen Landesvermessung (LV03). Dieses basiert auf ungefähr 5000 Fixpunkten und bildete für über 100 Jahre den Bezugsrahmen für die Vermessungsarbeiten in der Schweiz.
1912 – mit der Einführung des Schweizerischen Zivilgesetzbuches – wurde auch die Einführung eines eidgenössischen Grundbuches beschlossen. Damit wurden Grundbuchvermessungen zur Bundesaufgabe, wobei deren Durchführung den Kantonen übertragen wurde. Der Bund behielt die Oberaufsicht und übernahm den Hauptteil der Erstellungskosten. Seither wird Eigentum an Grund und Boden mit einem Eintrag im Grundbuch garantiert.
Gemäss Vermessungsprogramm 1923 sollten die Grundbuchvermessungen bis Ende 1976 abgeschlossen sein. Die am 23. März 1918 vom Bundesrat beschlossene Förderung der Güterzusammenlegungen und die Kriegsjahre bewirkten aber eine massive Verzögerung der Grundbuchvermessungen. In diesen Jahren wurden verschiedene technische Verfahren erprobt und eingeführt:
- 1923–1925: erster moderner Einsatz der terrestrischen Fotogrammetrie (Bildmessung),
- 1927: Einführung der Polarkoordinatenmethode mit optischer Distanzmessung,
- ab 1927: auch Luftfotogrammetrie,
- 1929: Einführung der Alu-Tafeln als verzugsarme Planträger,
- ab ca. 1970: elektronische Distanzmessung,
- 1974: Anwendung der automatischen Datenverarbeitung in der Parzellarvermessung.

Die grosse Verspätung im Vermessungsprogramm sowie der gesellschaftliche Wandel zum «digitalen» Zeitalter erforderten neue Konzepte für die Grundbuchvermessung. Das Projekt «Reform der Amtlichen Vermessung» wurde 1980 gestartet und führte zu verbesserten Dienstleistungen für Verwaltung, Wirtschaft und Private. Der Inhalt der amtlichen Vermessung wurde den neuen technischen Möglichkeiten angepasst. Mit dem Pilotprojekt Nidwalden wurde zwischen 1989 und 1999 nachgewiesen, dass die amtliche Vermessung über einen ganzen Kanton digital geführt werden kann.
1993 wurde die neue Verordnung über die amtliche Vermessung (VAV) verabschiedet. Damit konnten die konventionellen Planträger auf Papier durch Datenbanken abgelöst werden. Das Global Positioning System (GPS) hielt als neue – satellitengestützte – Messmethode in der amtlichen Vermessung Einzug, ebenso wie in der Landesvermessung: Auf der Basis eines satellitengestützten Grundlagenetzes entstand die Landesvermessung LV95. Sie stützt sich neu auf nur noch rund 210 ausgewählte Fixpunkte.
Seit Inkrafttreten des neuen Bundesverfassungsartikels 75a im Jahr 2004 ist die Landesvermessung Sache des Bundes, der auch Vorschriften über die amtliche Vermessung erlässt. Im 2008 wurde das Bundesgesetz über die Geoinformation (Geoinformationsgesetz, GeoIG) in Kraft gesetzt. Und seit 2009 soll neben dem bisher ausschliesslich zivilrechtlich ausgelegten Kataster auch ein Kataster der öffentlich-rechtlichen Eigentumsbeschränkungen erstellt werden. Im 2011 wurde in der amtlichen Vermessung die Diskussionen zur Schaffung eines dreidimensionalen Katastersystems gestartet. Das Jahr 2012 war ein Jubiläumsjahr: Es wurde „100 Jahre Amtliche Vermessung Schweiz“ gefeiert. Am nationalen Tag der Amtlichen Vermessung Schweiz vom 12. Mai fanden in allen Kantonen für die Bürger Aktivitäten zum Thema Mittelpunkt statt und es wurde eine Sonderbriefmarke zum Jubiläum lanciert.

## Produkte und Dienste
Die Produkte und Dienste der amtlichen Vermessung werden tagtäglich eingesetzt. Sie sind für die schweizerische Volkswirtschaft von grosser Bedeutung:

Ausschnitt aus dem Plan für das Grundbuch der Stadt Bern

- Plan für das Grundbuch: Die amtliche Vermessung und das Grundbuch bilden zusammen das schweizerische Katastersystem. Die amtliche Vermessung beschreibt Lage, Form und Inhalt eines Grundstücks und hält die Angaben im Plan für das Grundbuch fest. Dieser im Massstab 1:200 bis 1:10 000 erstellte Plan ist Bestandteil des Grundbuches. Er ist ein amtliches Dokument. Die darin festgehaltenen Grenzverläufe von Grundstücken haben Rechtswirkung. Im Grundbuch werden zusätzliche Informationen wie zum Beispiel die Grundeigentumsverhältnisse (Eigentum, Miteigentum, Baurecht etc.) festgehalten. Auf der Basis dieser Einträge können Grundstücke und Liegenschaften mit Hypotheken belehnt werden. Als Sicherheit dienen Schuldbriefe, die ebenfalls im Grundbuch als Grundpfandrechte festgehalten sind. Der Plan wird heute grösstenteils digital erstellt.

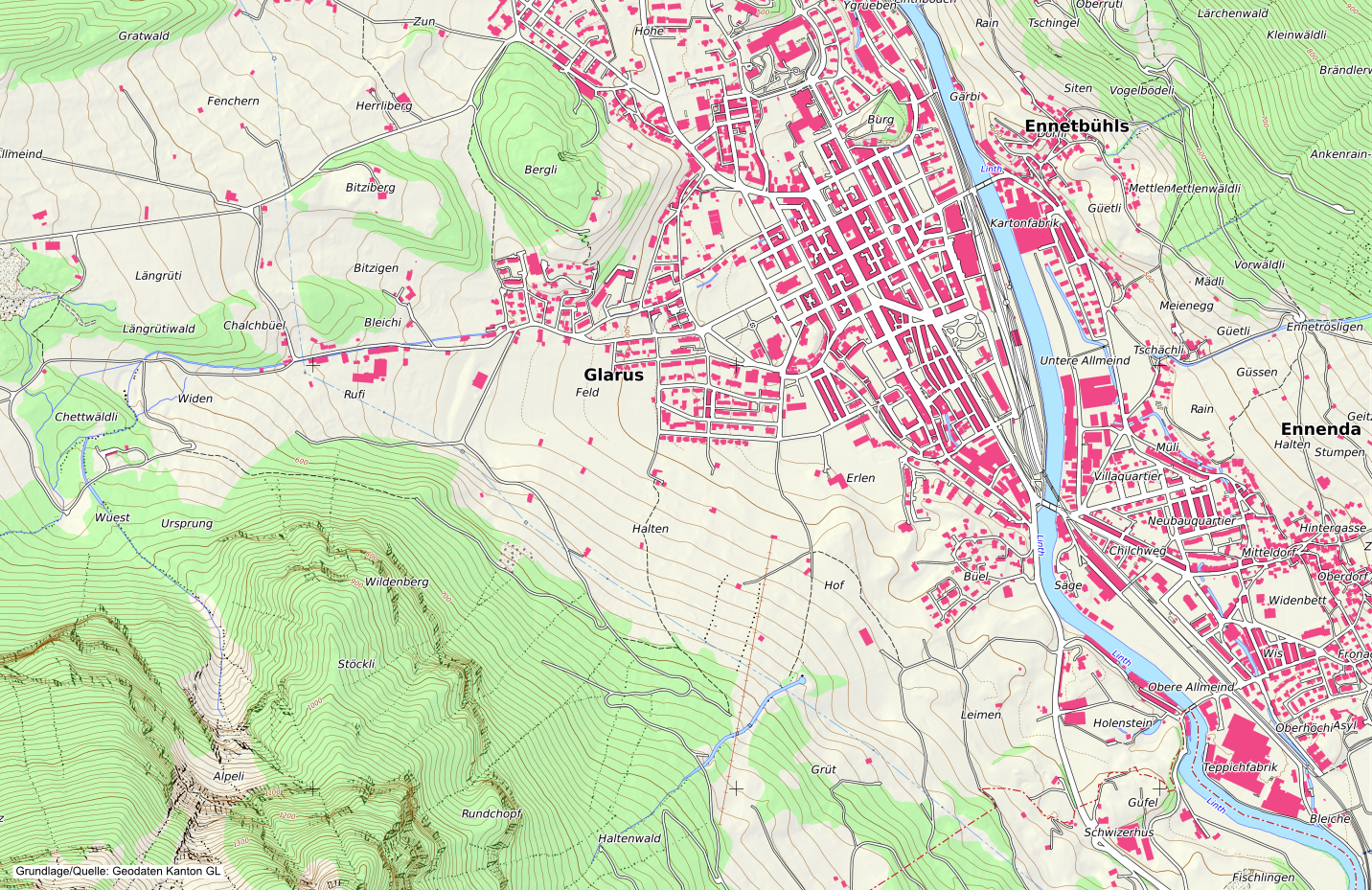
Basisplan-AV farbig 1:10'000, Ausschnitt Glarus

- Basisplan der amtlichen Vermessung: Im Basisplan wird die reale Welt inklusive Höhendaten im Massstab von 1:2500 bis 1:10 000 abgebildet. Er ist die ideale Grundlage für zahlreiche Anwendungsbereiche wie zum Beispiel für die Raumplanung, für Stadt- oder Zonenpläne etc. Der Basisplan ist über die ganze Schweiz verfügbar. Er wird automatisch aus den Daten der amtlichen Vermessung hergestellt und ist schwarz-weiss oder farbig, auf Papier gedruckt oder digital erhältlich. Er wird laufend aktualisiert. Der Basisplan hat aufgrund der technologischen Entwicklung den langjährigen Übersichtsplan abgelöst.

- Gebäudeadressen: Die Gebäudeadressierung spielt heute in der öffentlichen Verwaltung wie auch im privaten Bereich der Bürger eine zentrale Rolle. Die Lage eines Gebäudes wird mit seiner Adresse eindeutig festgelegt und hilft zum Beispiel Rettungsdiensten, der Feuerwehr, der Polizei oder ortsunkundigen Personen, ein gesuchtes Gebäude rasch zu finden. Fahrzeugnavigationssysteme haben dabei an Bedeutung stark gewonnen. Gebäudeadressen werden aber auch verwendet in Basis- und Ortsplänen, in geografischen Informationssystemen (GIS), in Gebäude- und Wohnungsregistern, für die Postzustellung und für elektronische Telefonverzeichnisse. Die amtliche Vermessung verwaltet die Gebäudeadressen flächendeckend über die ganze Schweiz, hält sie aktuell und stellt diese zur Verfügung.

- AV-WMS: Die Daten der amtlichen Vermessung werden heute zu einem wesentlichen Teil in digitaler Form über das Internet genutzt. Sie stehen auf regionalen, kantonalen oder nationalen Portalen zur Verfügung. Die Nutzung erfolgt über so genannte Geodienste, mit denen die Daten in einer strukturierten, vordefinierten Form zur Verfügung gestellt werden. Solche Dienste existieren beispielsweise für die Darstellung der Daten (Darstellungsdienst), für die Datenabgabe (Downloaddienst) oder für die Suche bestimmter Datensätze (Suchdienst). Ein konkreter Darstellungsdienst ist der Web Map Service (WMS). Er ist eine Schnittstelle zum Abrufen von Auszügen aus Daten über das Internet. Mit dem speziell für die amtliche Vermessung konzipierten AV-WMS wird ein direkter Zugriff auf die aktuellen Daten gewährleistet.

- CadastralWebMap: Der Dienst liefert für die ganze Schweiz genaue, zuverlässige, aktuelle und detailreiche Hintergrundinformationen, zum Beispiel für Internetnutzungen.

- Cadastralinfo: Der Dienst bietet via Internet einen einfachen Zugang zu verschiedensten Informationen des schweizerischen Katasterwesens. Die neue Anwendung der Amtlichen Vermessung Schweiz findet mit einer Adresse, einer Parzellennummer oder den Landeskoordinaten ein gesuchtes Grundstück und liefert nebst Plan und Luftaufnahme auch die zugehörigen Informationen.

## Organisation

Schema der Zusammenarbeit der verschiedenen Partner in der amtlichen Vermessung (Public Private Partnership)

Die amtliche Vermessung in der Schweiz ist ein erfolgreiches Beispiel für eine Public Private Partnership. Seit über 100 Jahren arbeiten die öffentliche Hand – Eidgenossenschaft, Kantone und Gemeinden – und die Privatwirtschaft eng zusammen. Die Partner nehmen folgende Aufgaben wahr:
- Die Eidgenossenschaft: Die strategische Führung der amtlichen Vermessung liegt bei der Eidgenössischen Vermessungsdirektion, einem Bereich des Bundesamtes für Landestopografie swisstopo. Die Eidgenössische Vermessungsdirektion definiert in Absprache mit den Kantonen die gesamtschweizerische Strategie für die Erhebung, Erneuerung und Weiterentwicklung der amtlichen Vermessung und legt die Qualitätsanforderungen fest. Auftraggeber ist der Bundesrat. Die Eidgenössische Vermessungsdirektion prüft die vom Kanton eingereichten Vermessungswerke auf ihre Richtigkeit und entscheidet über die finanzielle Beteiligung. Mit den jährlichen Abgeltungen des Bundes für die amtliche Vermessung wird ein wesentlicher Beitrag zur Sicherung des Grundeigentums geleistet. Zu den Aufgaben der Eidgenössischen Vermessungsdirektion gehört auch die Koordination von Vermessungsvorhaben anderer Bundesstellen mit der amtlichen Vermessung.

- Der Kanton: Beim Kanton liegt die operative Führung der amtlichen Vermessung. Er legt den kantonalen Umsetzungsplan fest, plant und leitet die Arbeiten und bestimmt im Rahmen der Bundesgesetzgebung die kantonsspezifischen Ausführungsnormen. Er prüft die Arbeit der amtlichen Vermessung und genehmigt nach einer allfälligen Mängelbehebung das Vermessungswerk. Dadurch gilt dieses als öffentliche Urkunde. 20 Kantone haben eine eigene Vermessungsaufsicht, die diese Aufgaben wahrnimmt. Die sechs Kantone Appenzell Innerrhoden, Appenzell Ausserrhoden, Glarus, Nidwalden, Obwalden und Uri sowie das Fürstentum Liechtenstein haben die Eidgenössische Vermessungsdirektion mit der operativen Führung beauftragt.

- Die Gemeinde: In grösseren Städten bestehen Dienststellen, die für die amtliche Vermessung ihrer Gemeinde zuständig sind.

- Patentierte Ingenieur-Geometer: Da die amtliche Vermessung Daten mit Rechtswirkung erhebt, können die Arbeiten nur von Fachleuten durchgeführt werden, die einerseits das Staatsexamen für Ingenieur-Geometer erfolgreich bestanden sowie das entsprechende Patent erhalten haben und andererseits im Register der Ingenieur-Geometer eingetragen sind. Schweizweit sind rund 190 private Ingenieur- und Vermessungsbüros (rund 2800 Mitarbeitende) mit dem Erheben, Nachführen und Verwalten der Daten der amtlichen Vermessung beauftragt. Sie werden jeweils von einem patentierten Ingenieur-Geometer bzw. einer patentierten Ingenieur-Geometerin geleitet. Eine aktuelle Liste mit den im Geometerregister eingetragenen Personen ist auf dem Portal der Amtlichen Vermessung Schweiz einsehbar.[2]

## Vermessungsmethoden
Vor über hundert Jahren hat die Schweiz die Grundlagen für die Grundbuchvermessung, die heutige amtliche Vermessung, geschaffen. Wie damals werden immer noch Punkte eingemessen und deren Koordinaten berechnet. Die Mess- und Arbeitstechniken, die Instrumente und die Werkzeuge haben sich in dieser Zeit stark weiterentwickelt.
Die terrestrische Methode ist das älteste Vermessungsverfahren. Vom Boden aus werden mit dem Tachymeter (dem gebräuchlichsten Messinstrument) Winkel und Distanzen gemessen und daraus die Koordinaten und die Höhe der aufgenommenen Objekte berechnet. Heutige digitale Instrumente führen diese Berechnungen direkt aus. Die Messdaten werden im Gerät gespeichert und im Büro zur Weiterbearbeitung auf das Computersystem übertragen.
Zur Bestimmung von Höhendifferenzen wird das Nivellement eingesetzt. Mit dem Global Navigation Satellite System (GNSS) sind Koordinaten und Höhen via Satellit mit einer Genauigkeit von wenigen Zentimetern in Sekunden bestimmbar. Dazu werden spezielle Mess- und Auswertemethoden eingesetzt oder die Referenzdaten des automatischen GNSS-Netzes der Schweiz (AGNES) verwendet.
Bei der Fotogrammetrie wird das Gelände systematisch überflogen und aus der Luft fotografiert. Die Bilder aus einer Spezialkamera werden optisch zu einem  Bild verschmolzen, so dass die Erdoberfläche dreidimensional wirkt (Stereoskopie). Davon ausgehend können Objekte dreidimensional erfasst oder Höhenkurven ausgewertet werden. Mit Laserscanning – dabei tastet ein Flugzeug mit eingebautem Laser beim Überfliegen das Gelände ab – lassen sich Informationen zu Aufbau und zur Struktur der Erdoberfläche, der Topografie, gewinnen. Fallweise wird dazu auch terrestrische Fotogrammetrie eingesetzt.

## Daten der amtlichen Vermessung

Gliederung der digitalen Daten der amtlichen Vermessung in thematische Ebenen

„Die Daten der amtlichen Vermessung sind Georeferenzdaten, die von Behörden des Bundes [Eidgenossenschaft], der Kantone und der Gemeinden sowie von der Wirtschaft, der Wissenschaft und Dritten zur Gewinnung von Geoinformationen verwendet werden.“
Die digitalen Daten der amtlichen Vermessung sind in 11 thematische Ebenen gegliedert. Diese Ebenen sind frei miteinander kombinierbar und können beliebig mit weiteren raumrelevanten Daten verknüpft werden, zum Beispiel mit Daten des Lärmkatasters, des Leitungskatasters und des Zonenplans. Dafür wurde eigens die Geodatenbeschreibungssprache INTERLIS entwickelt. INTERLIS ermöglicht den Datenaustausch zwischen verschiedenen Geoinformationssystemen. Sie ist seit 1998 eine Schweizerische Norm und für den Datenaustausch innerhalb der amtlichen Vermessung vorgeschrieben. Zugleich gilt INTERLIS seit dem Inkrafttreten des Bundesgesetzes über Geoinformation im 2008 auch für alle Geobasisdaten des Bundesrechts.

## Ausbildung

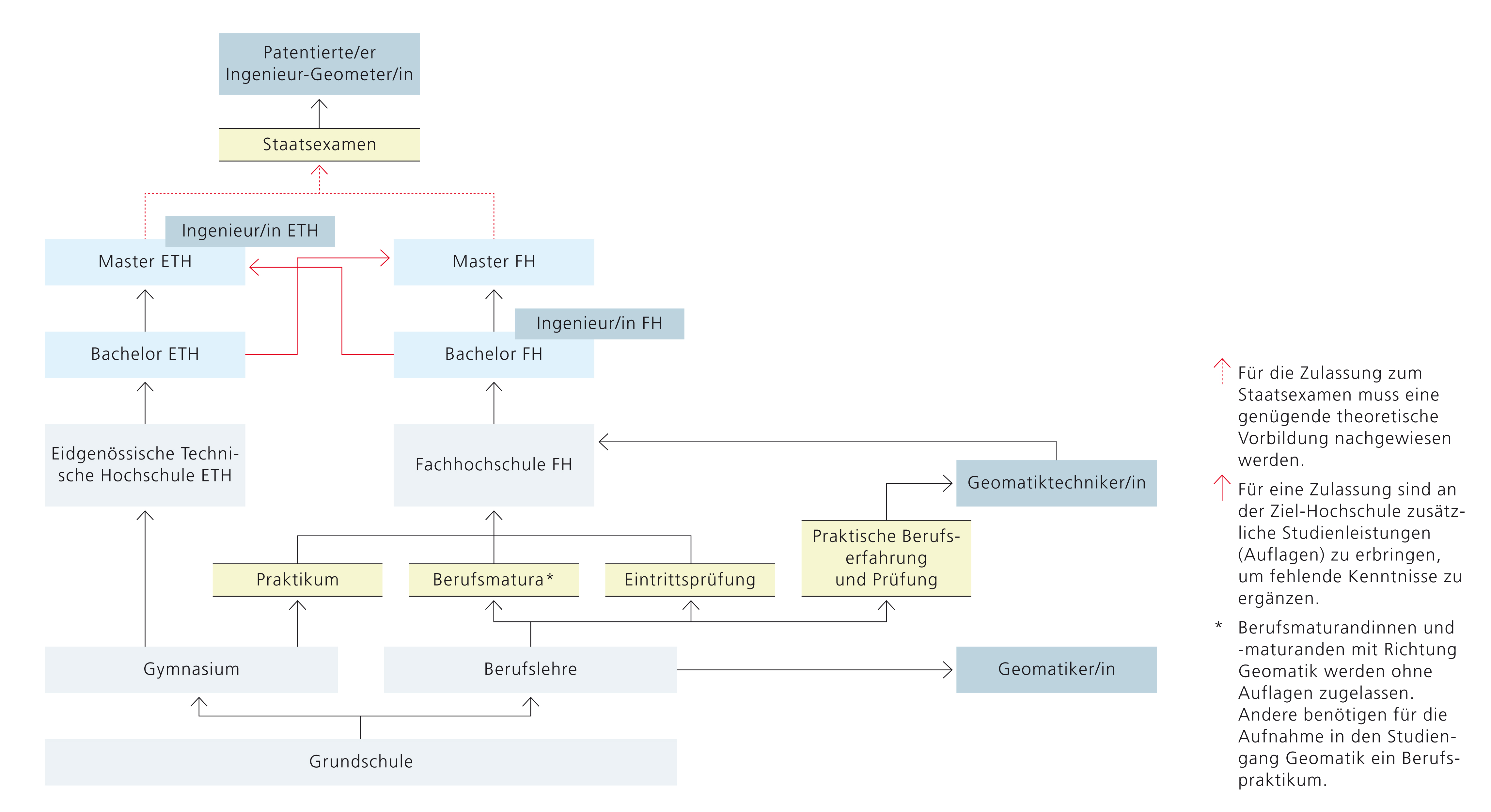
Schema der Ausbildungswege für Berufe im Bereich amtliche Vermessung

Berufe, die sich mit amtlicher Vermessung beschäftigen, gehören in das Gebiet der Geomatik. Diese befasst sich mit geografischen Daten und modernster Informationstechnologie. Objekte und Informationen werden vor Ort erfasst und danach am Arbeitsplatz bearbeitet, ergänzt, veredelt und in geografischen Informationssystemen verwaltet.
In der Schweiz wird zwischen verschiedenen Ausbildungsstufen unterschieden:
- Die vierjährige Berufslehre zum Geomatiker bzw. zur Geomatikerin. Möglichkeit zur Berufsprüfung Geomatiktechniker resp. Geomatiktechnikerin;
- die Ausbildung an einer Fachhochschule zum Bachelor of Science FH in Geomatik mit der Möglichkeit, zusätzlich ein Masterstudium zu absolvieren. Möglich sind: Fachhochschule Nordwestschweiz: Master of Science FHNW in Engineering mit Vertiefung in Geoinformationstechnologie; Haute Ecole Spécialisée de Suisse occidentale: Master of science HES-SO en Ingénierie du territoire (MIT);
- das Studium an einer der beiden Eidgenössischen Technischen Hochschulen:
  - ETH Zürich: MSc-Geomatik und Planung;
  - EPF Lausanne: Ingénieur civil ou ingénieur en environnement, avec spécialisation en géomatique.

Für die Ausführung der Arbeiten in der amtlichen Vermessung sind das Eidgenössische Patent für Ingenieur-Geometer sowie der Eintrag ins Geometerregister erforderlich. Voraussetzungen für die Zulassung zum Staatsexamen sind ein Masterabschluss einer Eidgenössischen Technischen Hochschule, einer schweizerischen Hochschule oder ein gleichwertiger Abschluss einer ausländischen Hochschule mit Nachweis der entsprechenden theoretischen Vorbildung und eine mindestens zweijährige, stufengerechte Berufspraxis.